# Alexander Du Toit
Alexander Logie Du Toit (Rondebosch, 14 maart 1878 - Kaapstad, 25 februari 1948) was een Zuid-Afrikaanse geoloog. Hij is vooral bekend omdat hij na de dood van Alfred Wegener de belangrijkste aanhanger van diens continental drift theorie was.
Naar Du Toit zijn vernoemd:
- Een krater op Mars
- Een gebergte op Antarctica

## Levensloop
Du Toit bracht zijn jeugd door in Zuid-Afrika en studeerde tot 1899 mijnbouwkunde in Groot-Brittannië, aan het Royal College in Londen en aan het Royal Technical College te Glasgow, waar hij tot 1903 als docent bleef werken. Daarna ging hij terug naar zijn geboorteland om voor de Geologische Commissie van de Kaap te gaan werken. Tot 1910 karteert hij het Kaapgebied en het Stormberg gebied, waarop hij in 1910 promoveert. Van 1910 tot 1913 karteert hij gebieden grenzend aan de Indische Oceaan waarna hij zich meer op hydrologie gaat toeleggen. In 1914 brengt hij een bezoek aan Australië en in de Eerste Wereldoorlog werkt hij voor het Zuid-Afrikaanse leger als hydroloog. In 1923 wordt hij door het Carnegie Institute ingeschakeld om de geologie van Zuid-Amerika te gaan bestuderen, waarover hij in 1927 het boek A Geological Comparison of South America with South Africa publiceert. Bekender is zijn boek Our Wandering Continents uit 1937. Door de geologie van Zuid-Amerika met die van Zuid-Afrika te vergelijken komt Du Toit tot de conclusie dat de twee continenten als een legpuzzel aan elkaar passen, en wordt daarmee een aanhanger van Alfred Wegeners continental drift theorie. Hoewel hij wetenschappelijk grote bekendheid om de nauwkeurigheid van zijn werk heeft, wordt continental drift in die tijd door de meeste geologen verworpen. Du Toit brengt nog bezoeken aan India en Noord-Amerika, en reist over de wereld om Wegeners theorie te verdedigen. Hij overlijdt in 1948 in Kaapstad.

## Du Toit en de continental drift theorie
Toen Du Toit in 1923 naar Zuid-Amerika reisde, was hij al expert op het gebied van de geologie van Zuid-Afrika. Hij was na het lezen van Wegeners theorie nieuwsgierig hoe goed de geologische structuren aan beide kanten van de oceaan met elkaar in overeenstemming waren. In A Geological Comparison of South America with South Africa schreef hij "De gelijkenis aan beide zijden (van de oceaan), al lang voor Wegener door anderen bediscussieerd, werd met elke nieuwe ontdekking alleen maar extra benadrukt zodat de hoeveelheid overeenkomsten vandaag de dag niets minder dan bewonderingswekkend is te noemen."
Hij ontdekte dat geologische structuren met verschillende oriëntaties en van verschillende ouderdommen aan de andere kant van de oceaan door leken te lopen, en raakte overtuigd dat de continenten aan elkaar hadden gezeten. Oriëntaties van Triassische plooien bleken in de Sierra de la Venta in Argentinië hetzelfde te zijn als die in de Cape Fold Belt in Zuid-Afrika. Bovendien konden structuren op de Falklandeilanden hier ook aan gecorreleerd worden. Du Toits reconstructie van zuidelijk Pangaea brengt deze structuren ook in één oriëntatie met Triassische plooiingen in West Australië. Hij noemde dit oude gebergte op Gondwana de Samfrau orogenese (Samfrau is een acroniem voor South America, Africa en Australia).
In Du Toits reconstructies passen de continenten bij de continentale marges aan elkaar. In het begin probeerde hij nog de Mid-Atlantische rug ertussen te construeren maar later gaf hij dat op: "de Mid-Atlantische rug is waarschijnlijk een recente structuur en niet een relict van het opgebroken Gondwana".
Du Toit volgde Eduard Seuss in diens aanname dat Pangaea in een noordelijk deel (Laurazië) en een zuidelijk deel ("Gondwanaland") te verdelen viel. Hij nam aan dat er tussen de twee een binnenzee zat, de Thetys zee, omdat was ontdekt dat de Alpiene gebergten veel in de zee gevormde sedimenten bevatten (het verschil tussen continentale en oceanische korst was nog niet bekend, zodat voor Du Toit het verschil tussen een oceaan en een binnenzee in een paleogeografische reconstructie geen -geologische- gevolgen had). Du Toit dacht dat Gondwana gedurende het Paleozoïcum een stabiel continent was, terwijl Laurazië voor de tijd van Pangaea uit verschillende delen (schilden) bestond.
Du Toits boek Our Wandering Continents (1937) gaf een overzicht van geologische argumenten voor continentale drift. De geologie van Gondwanaland is beter te begrijpen als wordt aangenomen dat er van het Siluur tot het Jura geen oceanen tussen India, Afrika en Zuid-Amerika lagen.
De meeste geologen in die tijd verwierpen continentale drift, Du Toit heeft daar geen verandering in kunnen brengen. Zijn flamboyante schrijfstijl dreef zijn tegenstanders in het harnas in plaats van ze te overtuigen. In 1930 zou de Britse geoloog Arthur Holmes convectiestroming in de mantel voorstellen als het achterliggende mechanisme voor continentale drift, maar er werd nauwelijks naar geluisterd. Pas toen in de jaren 60 van de twintigste eeuw de theorie van de platentektoniek ontstond, zou de stemming omslaan.

## Genoemde publicaties
- Du Toit, A.L., 1937: Our Wandering Continents (Edinburgh, Oliver and Boyd)
- Du Toit, A.L., 1927: A geological comparison of South America and South Africa (Carnegie Institute Washington) publicatienummer 381

- Bibsys: 1005181
- Bibliothèque nationale de France: cb14476926g (data)
- Author citation (botany): A.L.du Toit
- CiNii: DA14659166
- Gemeinsame Normdatei: 117663948
- International Standard Name Identifier: 0000 0000 8116 2490
- Library of Congress Control Number: n88638102
- Nationale bibliotheek van Australië: 35395550
- Nationale Bibliotheek van Israël: 987007342216605171
- Nederlandse Thesaurus van Auteursnamen: 222398302
- Réseau des bibliothèques de Suisse occidentale: 02-A003192993
- LIBRIS: 352217
- Système universitaire de documentation: 083607978
- Trove: 937743
- Virtual International Authority File: 37142312
- WorldCat: E39PBJpjjk8j8MMGXVFvW9c773